# Fondamentale manquante

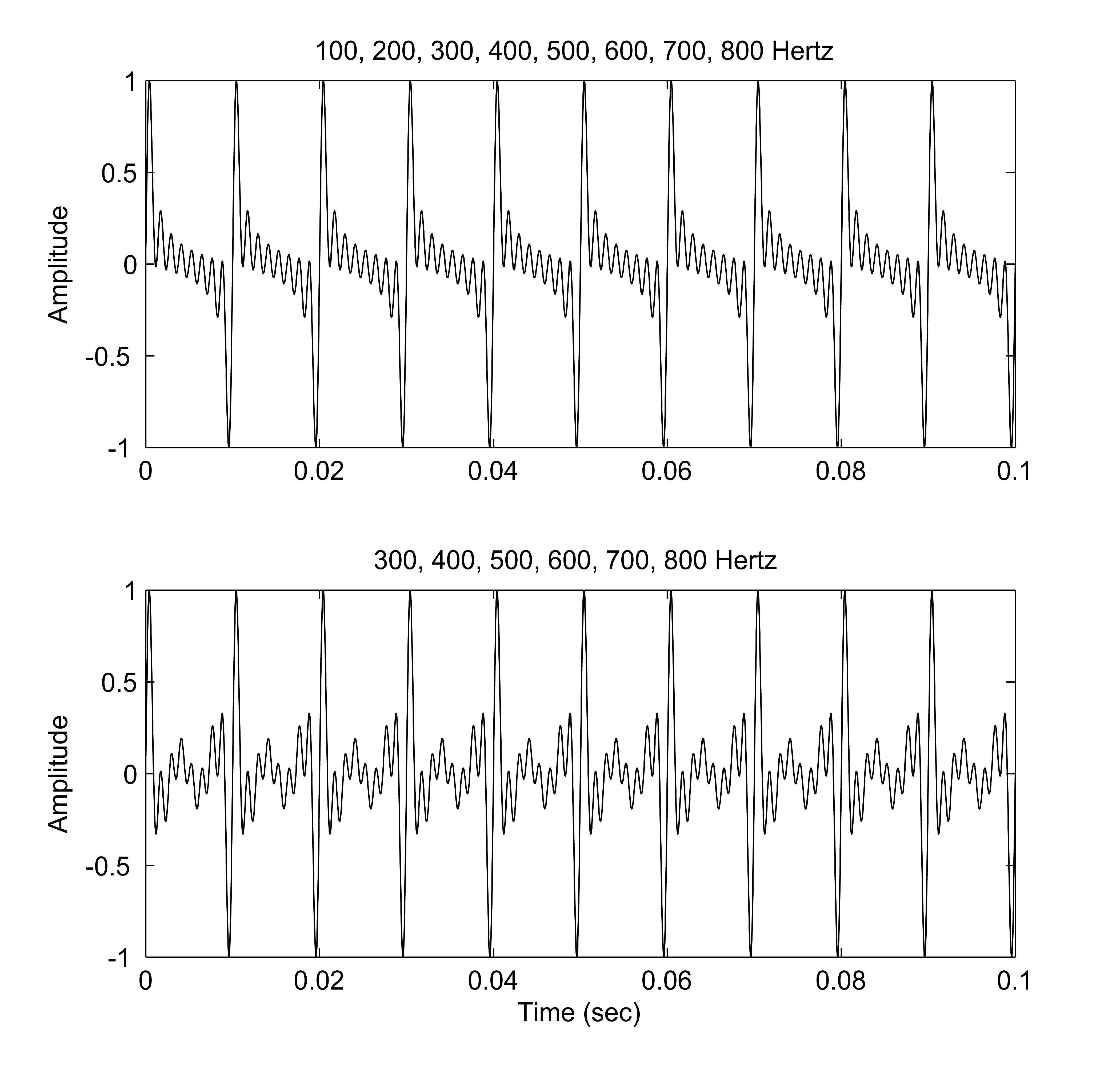
La forme d'onde du bas ne dispose pas de la fréquence fondamentale, à 100 hertz, ni de la deuxième harmonique, à 200 hertz. La périodicité est néanmoins claire par rapport à la forme d'onde à spectre complet en haut.

Il est dit qu'un son harmonique dispose d'une fondamentale manquante, d'une fondamentale supprimée voire d'une fondamentale fantôme lorsque ses harmoniques suggèrent une fréquence fondamentale, mais que le son ne dispose pas d'une composante à la fréquence fondamentale elle-même.
Le cerveau perçoit la hauteur d'un ton non seulement sur la base de sa fréquence fondamentale, mais aussi de la périodicité impliquée par la relation entre les harmoniques supérieures ; ainsi, nous pouvons percevoir une hauteur donnée – possiblement avec un timbre différent – même lorsque la fréquence fondamentale manque dans un son.
Par exemple, lorsqu'une note – qui n'est pas un son pur – a une hauteur de 100 Hz, les fréquences de ses composantes seront des multiples entiers de cette valeur : par exemple 100, 200, 300, 400, 500... Hz.
Cependant, les haut-parleurs de petite taille ne peuvent pas toujours reproduire les basses fréquences, et donc dans notre exemple, la composante de 100 Hz sera peut-être manquante. Néanmoins, la hauteur correspondant à la fondamentale peut encore être entendue.

## Explication

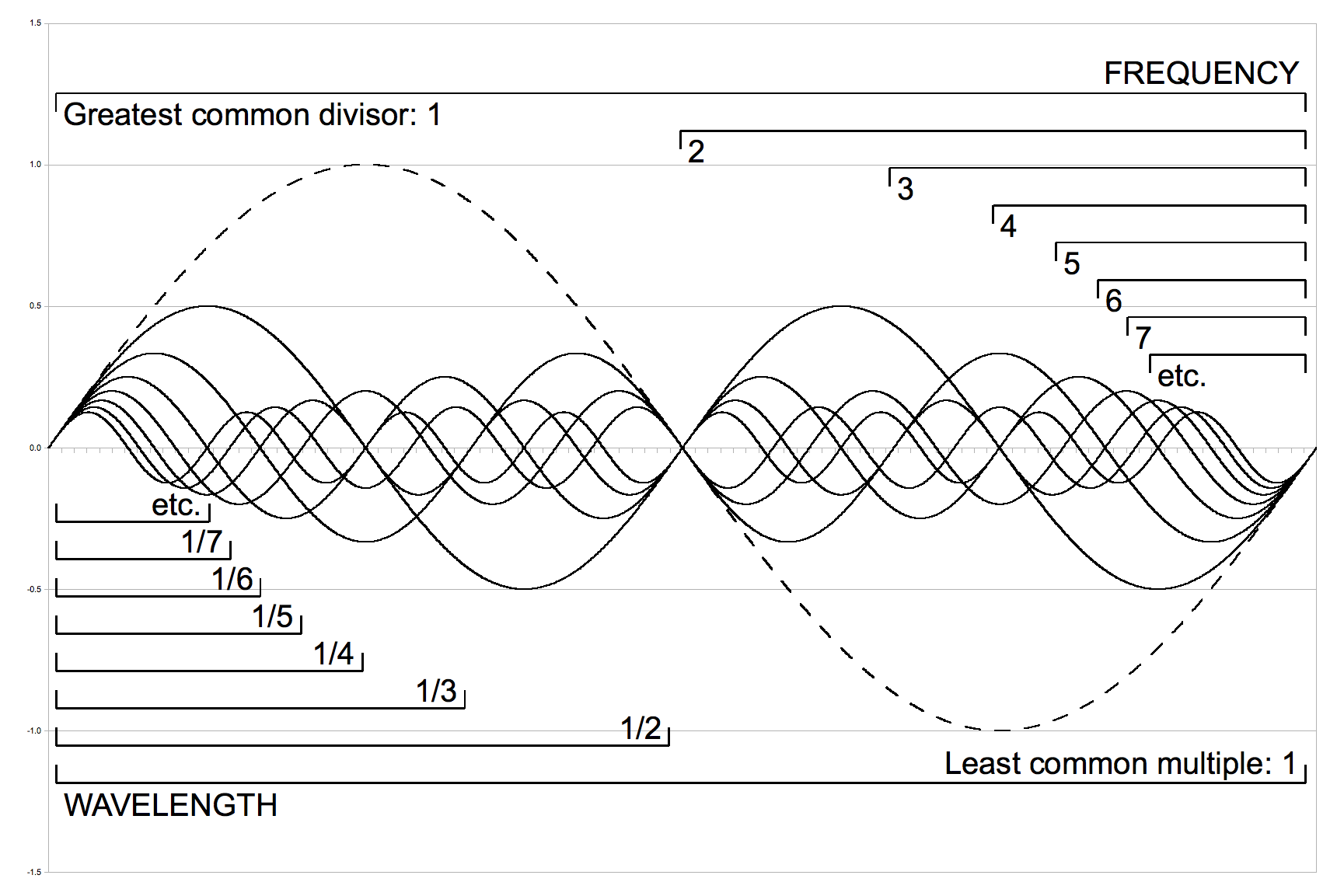
Le PGCD de la fréquence de toutes les harmoniques est la fondamentale (en pointillés).

Une faible hauteur (qui peut également être considérée comme la hauteur de la fondamentale manquante, ou comme une fondamentale virtuelle) peut parfois être entendue lorsqu'il n'y a aucune source ou composante de cette fréquence qui soit apparemment présente. Cette perception est due au cerveau qui interprète les modèles de répétition qui sont présents,,.
On pensait autrefois que cet effet était dû au fait que la fondamentale manquante était remplacée par des distorsions induites par la physique de l'oreille. Cependant, des expériences ont montré par la suite que lorsqu'un bruit ajouté aurait masqué ces distorsions si elles avaient été présentes, les auditeurs entendaient toujours une hauteur correspondant à la fondamentale manquante, comme l'a rapporté Joseph Carl Robnett Licklider en 1954.
Il est désormais largement admis que le cerveau traite les informations présentes dans les harmoniques pour calculer la fréquence fondamentale. La manière précise dont il le fait est encore un sujet de débat, mais le traitement semble être basé sur une autocorrélation impliquant la synchronisation des impulsions neuronales dans le nerf auditif.
Cependant, il a été noté depuis longtemps qu'aucun mécanisme neuronal susceptible d'accomplir un retard (opération nécessaire à une véritable autocorrélation) n'a été trouvé. Au moins un modèle montre qu'un retard temporel n'est pas nécessaire pour produire un modèle d'autocorrélation de perception de la hauteur tonale, faisant appel à des déphasages entre filtres cochléaires ; cependant, des travaux antérieurs ont montré que certains sons avec un pic proéminent dans leur fonction d'autocorrélation ne provoquent pas de perception de hauteur correspondante, et que certains sons sans pic dans leur fonction d'autocorrélation évoquent néanmoins une hauteur,. L'autocorrélation peut donc être considérée, au mieux, comme un modèle incomplet.
La hauteur de la fondamentale manquante, qui se situe généralement au plus grand diviseur commun des fréquences présentes, n'est cependant pas toujours perçue. Des recherches menées à l'Université de Heidelberg montrent que, dans des conditions de stimulus étroits avec un petit nombre d'harmoniques, la population générale peut être divisée en ceux qui perçoivent les fondamentales manquantes et ceux qui entendent principalement les harmoniques à la place.
Cela a été fait en demandant aux sujets de juger la direction du mouvement (vers le haut ou vers le bas) de deux tons complexes se succédant. Les auteurs ont utilisé l'IRM structurelle et le MEG pour montrer que la préférence pour l'ouïe fondamentale manquante était corrélée avec la latéralisation de l'hémisphère gauche de la perception de la hauteur, alors que la préférence pour l'audition spectrale était corrélée avec la latéralisation de l'hémisphère droit, et que ceux qui présentaient cette dernière préférence avaient tendance à être des musiciens.

## Exemples

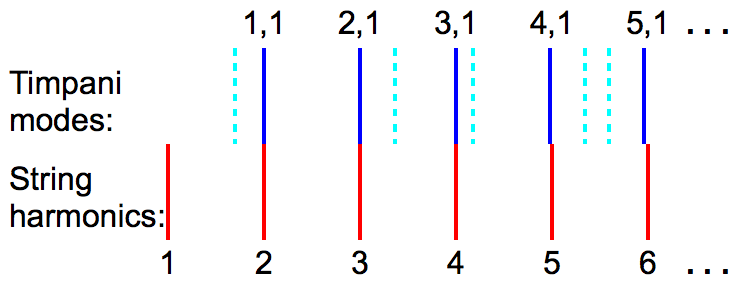
Les corps de timbales modifient les modes de vibration pour correspondre aux harmoniques. En rouge, les harmoniques de la hauteur perçue. En bleu foncé, les plus importants modes de vibration. À propos de ce son :.

Des exemples sonores en ligne portant sur des comparaisons entre tons purs et complexes et des complexes avec des fondamentales manquantes peuvent être trouvées à cette adresse.
Les timbales produisent des composantes inharmoniques, mais sont construites et accordées pour produire des fréquences presque harmoniques entre elles au-dessus d'une fondamentale manquante implicite. Lorsqu'elle est frappée d'une manière habituelle (de la moitié aux trois quarts de la distance du centre du tambour), la note fondamentale d'une timbale est très faible par rapport à ses deuxième à cinquième composantes « harmoniques ». Une timbale peut être réglée pour produire le son le plus fort à 200, 302, 398 et 488 Hz, par exemple, impliquant une fondamentale manquante à 100 Hz (bien que la fondamentale amortie réelle soit de 170 Hz).
Les résonances d'air et de corps les plus faibles d'un violon se situent généralement entre 250 et 300 Hz. La fréquence fondamentale de la chaîne Sol2 ouverte est inférieure à 200 Hz dans les accords modernes ainsi que dans la plupart des accords historiques, de sorte que les notes les plus graves d'un violon ont une fondamentale atténuée, bien que les auditeurs le remarquent rarement.
La plupart des téléphones courants ne peuvent pas reproduire les sons inférieurs à 300 Hz, mais une voix masculine a une fréquence fondamentale d'environ 150 Hz. En raison de l'effet de la fondamentale manquante, les fréquences fondamentales des voix masculines sont toujours perçues par leurs hauteurs au téléphone.
Le phénomène de fondamentale manquante est utilisé électroniquement par certains fabricants audio professionnels pour permettre aux systèmes sonores de paraître produire des notes dont la hauteur est inférieure à celle que ceux-ci sont capables de reproduire. Avec une pédale d'effet matérielle ou un plug-in logiciel, un filtre crossover est réglé à une fréquence basse située au-dessus de laquelle le système audio est capable de reproduire de manière fidèle les tons. La partie du signal musical situé au-dessus du seuil passe-haut du filtre crossover est envoyée à la sortie principale, laquelle est amplifiée par le système audio.
Le contenu basses fréquences situé sous la partie passe-bas du filtre crossover est envoyé à un circuit où les harmoniques sont synthétisées au-dessus des notes basses concernées. Les harmoniques nouvellement créées sont mélangées au sein la sortie principale, afin de créer une perception des notes basses ayant été expurgées. L'utilisation d'un appareil muni de ce processus de synthèse peut réduire les nuisances causée par les sons à basse fréquence lorsqu'ils traversent les murs, et permet également de réduire la proportion de basses fréquences au sein de musiques fortes qui pourraient autrement causer des vibrations et endommager les objets de valeur fragiles.
Certains orgues à tuyaux utilisent ce phénomène comme pour produire un son résultant, ce qui permet à des tuyaux de basse relativement petits de produire des sons très graves.

## Applications en traitement audio
Ce concept même de « fondamentale manquante » reproduit sur la base des harmoniques d'un ton a été utilisé pour créer l'illusion de basses au sein de systèmes sonores qui ne sont pas capables de telles basses. Vers la moitié de l'année 1999, Meir Shashoua de Tel Aviv, cofondateur de l'entreprise Waves Audio, a breveté un algorithme permettant de créer la perception de la fondamentale manquante en synthétisant les harmoniques supérieures. Waves Audio a publié un plug-in nommé MaxxBass permettant aux usagers sur ordinateur d'appliquer les harmoniques synthétisées à leurs fichiers audio. Plus tard, Waves Audio a produit de petits subwoofers qui s'appuyaient sur le concept de fondamentale manquante pour donner l'illusion de basses graves.
Les deux produits traitaient certaines harmoniques de manière sélective afin d'aider les petits haut-parleurs, qui ne pouvaient pas reproduire les composants basse fréquence, à sonner comme s'ils étaient capables de reproduire des basses graves. Les deux produits comprenaient un filtre passe-haut qui atténuait considérablement toutes les tonalités de basse fréquence qui étaient censées dépasser les capacités du système audio cible. Un exemple de chanson populaire ayant été enregistrée avec le traitement MaxxBass est Lady Marmalade, une chanson primée en 2010 aux Grammy Awards chantée par Christina Aguilera, Lil' Kim, Mýa, et Pink, produite par Missy Elliott.
D'autres sociétés de logiciels et de matériel informatique ont développé leurs propres versions des produits d'augmentation des basses basées sur les fondamentales manquantes. La mauvaise reproduction des basses par les écouteurs a été identifiée comme une cible potentielle pour un tel traitement. De nombreux systèmes sonores informatiques ne sont pas capables de reproduire des basses graves, et les chansons proposées aux auditeurs par le biais d'un ordinateur ont été identifiées comme pouvant bénéficier d'un traitement par augmentation des harmoniques basses.